# Les Grandes Gueules du sport
 (novembre 2023).
Les Grandes Gueules du sport est une émission de radio de débats d'actualité sportive sur RMC présentée par Jean-Christophe Drouet.
De 2018 à 2020, l'émission est également diffusée en simultané à la télévision sur RMC Sport News.

## Historique
Les Grandes Gueules du sport est une déclinaison des Grandes Gueules d'Alain Marschall et Olivier Truchot, fondée le 1er septembre 2012, qui arrive à l'antenne le samedi et le dimanche matin de 10h à 13h. Cette réorganisation signifie la fin des émissions Les Paris RMC, Sportisimon et Larqué Foot (version dimanche).
Durant les deux premières saisons, l'émission est animée par Gilbert Brisbois et Serge Simon. En 2014, Christophe Cessieux remplace Gilbert Brisbois.
Durant le mois de décembre 2016, à la suite de sa récente élection comme vice-président de la Fédération française de rugby, Serge Simon n'anime plus l'émission. Christophe Cessieux anime alors seul. RMC et Serge Simon annoncent, le 21 décembre 2016, qu'ils cessent leur collaboration afin d'éviter de possibles conflits d'intérêts. En janvier 2017, Sarah Pitkowski remplace Serge Simon, et devient ainsi la co-animatrice aux côtés de Christophe Cessieux. Christophe Cessieux est remplacé par Jean-François Maurel, Arnaud Souque ou désormais par Jean-Christophe Drouet lors de ses vacances. L'émission est produite par Pierre Ammiche, qui y fait une chronique : l'Homme heureux le samedi, et l'Homme en colère le dimanche.[réf. souhaitée]
En 2019, Sarah Pitkowski cesse d'animer l'émission. Elle présente Les Grandes Gueules du sport pour la dernière fois le 28 juillet 2019.
À partir de la rentrée de septembre 2019, l'émission est réduite d'une heure et désormais diffusée de 11h à 13h, laissant la place au retour des Paris RMC de 10h à 11h.
En 2020, Jean-Christophe Drouet remplace Christophe Cessieux à la présentation de l'émission. En septembre, Pascal Dupraz, rejoint le casting de l'émission.
En 2024, le journaliste sportif François Pinet anime aussi ponctuellement l'émission, qui a repris le tranche horaire de 9h à midi (après avoir commencé à 9h30 pendant la saison 2023-2024).

## Concept
Les deux animateurs reviennent sur toute l'actualité sportive de la semaine et sur les évènements sportifs du week-end. Ils animent plusieurs débats réunissant chaque week-end les consultants sportifs de RMC Sport. La première heure est consacrée au football puis les deux heures suivantes au reste de l'actualité sportive avec des chroniqueurs omnisports. Durant le mois de juillet, la première heure est consacrée au Tour de France avec les consultants cyclisme de RMC Sport.
En fin de première heure et en fin d'émission, les consultants de RMC font leurs paris sportifs, notamment sur les matchs du jour. La rubrique est animée par Christophe Paillet le samedi et par Benjamin "Benji" Ramaget le dimanche.
Durant la saison 2015-2016, Luis Fernandez et Ali Benarbia sont présents le samedi et Eric Di Meco et Ali Benarbia le dimanche, pour la première heure consacrée au football. En 2016-2017, pour la première heure, Éric Di Meco ou Rolland Courbis accompagne Ali Benarbia le samedi et Jean-Michel Larqué le dimanche.

## Chroniqueurs
- Marion Bartoli
- Nicolas Batum
- Denis Charvet
- David Douillet
- Richard Dourthe
- Pascal Dupraz
- Maryse Éwanjé-Épée
- Olivier Girault
- Marc Madiot
- Marie Martinod
- Christophe Cessieux
- Sarah Pitkowski
- Walid Acherchour
- Pierre-Antoine Bosse
- Simon Dutin

### Anciens chroniqueurs
- Brahim Asloum
- Stephen Brun
- Ali Benarbia
- Julien Benneteau
- Rolland Courbis
- Éric Di Meco
- Sophie Kamoun
- Patrice Dominguez (décédé le 12 avril 2015[4])
- Tony Estanguet
- Luis Fernandez
- Olivier Girault
- Jean-Michel Larqué
- Amaury Leveaux
- Jacques Monclar
- Philippe Saint-André
- Isabelle Severino

## Rubriques
- La Une des GG : retour sur une grosse information de la semaine ou du week-end.
- La messagerie des GG : une personnalité laisse un message vocal aux Grandes Gueules et leur propose ainsi de débattre sur un sujet, pas nécessairement d'actualité toute récente.
- Un homme en colère/un homme heureux : Chronique de Pierre Ammiche, producteur de l'émission qui prend position, souvent de manière ironique, sur une actualité sportive.
- Le Zapping des GG : Jean-Christophe Drouet égrène l'actualité en demande aux consultants si l'information les intéresse ou pas. Seuls les consultats qui sont intéressés ont le droit de réagir à cette information.
- La punchline des GG : débat autour d'une déclaration d'une personnalité du monde du sport.
- Les GG passent la seconde : retour sur une grosse information de la semaine ou du week-end
- Le match des GG : un duel entre deux Grandes Gueules sur un sujet clivant.
- Le reportage des GG : une des Grandes Gueules présente un sujet qui lui tient à cœur et invite les autres à en débattre.
- Les GG, c'était mieux avant : Christophe Cessieux raconte un événement passé. Généralement la date de l'émission correspond ou correspond presque à l'anniversaire de l'événement concerné.
- Les GG et vous : la parole aux auditeurs de RMC qui veulent interpeller une Grande Gueule sur un sujet de l'émission.

## Émissions spéciales
Le 16 juin 2015, depuis le pub Le Players à Paris, le choc des Grandes Gueules est organisé de 21 heures à minuit en public. L'émission est présentée par Alain Marschall, Olivier Truchot, Christophe Cessieux et Serge Simon. Autour de la même table, des intervenants des Grandes Gueules et des Grandes Gueules du Sport : Jacques Maillot, Maryse Éwanjé-Épée, Claire O’Petit, Amaury Leveaux, Olivier Girault, Didier Giraud, Pascal Perri, Etienne Liebig, Sarah Pitkowski... et Julien Lepers qui est venu animer un quiz !